# Kindersegnung (Ritus)

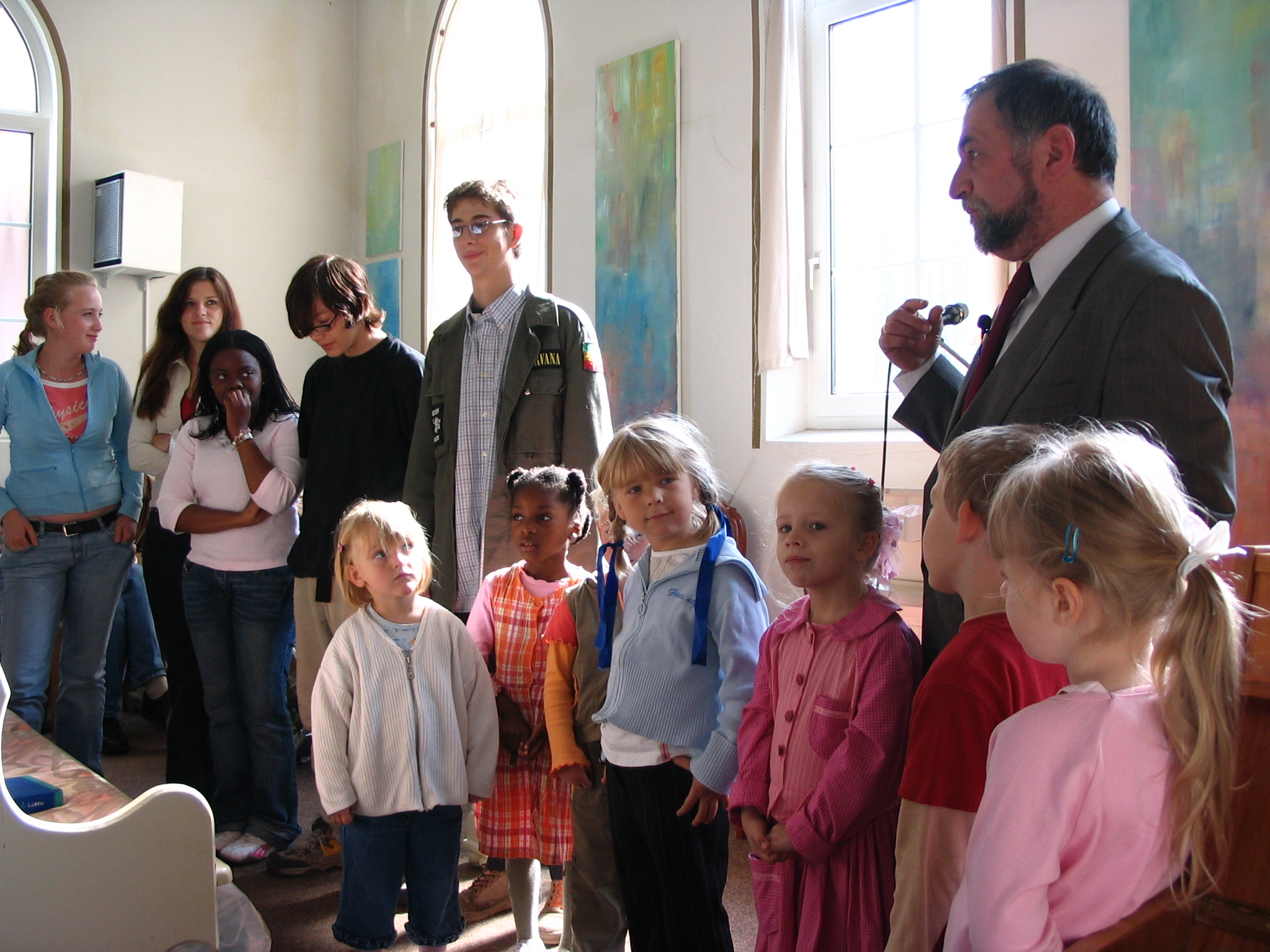
Segnung von Kindern und Jugendlichen zu Beginn eines Schuljahres (Evangelisch-Freikirchliche Gemeinde Jever)

Die Kindersegnung ist eine Segenshandlung der Kirche an Kindern, in der Regel an besonderen biographischen Schnittpunkten (z. B. nach der Geburt, bei der Einschulung). In Kirchen, die keine Kindertaufe praktizieren, wird mit dem Begriff eine kirchliche Praxis bezeichnet, die an neu geborenen Kindern anstelle der Säuglingstaufe vollzogen wird. Diese Kirchen berufen sich dabei auf die Kindersegnung Jesu, wie sie in mehreren Evangelien (Mt 19,13–15 ; Mk 10,13–16 ; Lk 18,15–17 ) dokumentiert ist.
In manchen Kirchen wird der Akt der Kindersegnung auch als Darbringung bezeichnet gemäß der Darbringung Jesu im Jerusalemer Tempel 40 Tage nach seiner Geburt (Lk 2,21–24 ).

## Geschichte
Die Segnung von Kindern ist bereits in den Evangelien dokumentiert. In der Reformationszeit wurde die Kindersegnung besonders von den Täufern, die die Kindertaufe aus theologischen Gründen ablehnten, wieder stärker betont. So wurde die Segnung von Kindern in einem Brief des täuferischen Reformators Balthasar Hubmaier an Johannes Oekolampad mit Verweis auf Mt 19,13–15  vom 16. Januar 1525 geschildert. In den synoptischen Evangelien erlangt die Person aufgrund einer Haltung der Kindschaft Einlass in das Himmelreich. Das bedeutet: Wer sich als Kind versteht, wer sich seiner Kindschaft und geschöpflichen Abhängigkeit vom Schöpfer bewusst ist, kann Gott als Vater anerkennen (Mk 10,13-16 ).
Auch Pilgram Marpeck erwähnte die Zeremonie 1531. Im 18. Jh. sprach unter anderem der mennonitische Theologe Johannes Deknatel für die Kindersegnung aus.

## Praxis
Die Praxis der Segnung von Kindern ist besonders in Kirchen verbreitet, die keine Kindertaufe durchführen (Taufgesinnte). Kindersegnungen finden jedoch auch in katholischen, lutherischen oder reformierten Kirchen statt. In der Regel werden dabei neugeborene Kinder bei einer häuslichen Feier oder im Gottesdienst der Gemeinde gesegnet.
Kindersegnungen müssen kein einmaliges Geschehen bleiben. In vielen Kirchengemeinden werden Kinder häufiger unter den Segen Gottes gestellt. Anlässe sind dafür zum Beispiel der Eintritt des Kindes in den Kindergarten oder in die Schule, besondere Kindergottesdienste oder Veranstaltungen der Sonntagsschule und des Kindergottesdienstes, Krankheit des Kindes oder die Entlassung aus dem Gemeindeunterricht.

### Evangelische Freikirchen
Kindersegnungen in Freikirchen wie den Evangelisch-Freikirchlichen Gemeinden und Adventgemeinden werden meist auf folgende Weise gestaltet:
- In der Schriftlesung wird ein Bibeltext zitiert, der von Kindersegnung handelt.
- Der Pastor beziehungsweise Gemeindeälteste erklärt den Sinn der Segnung und macht deutlich, warum taufgesinnte Gemeinden keine Kindertaufe praktizieren.
- Die Eltern stellen ihr Kind der Gemeinde vor.
- Der Pastor (oder Gemeindeälteste) spricht unter Handauflegung das (meist frei formulierte) Segensgebet.
- Ein Segenslied der Gemeinde oder des Chores schließt die Segenshandlung ab.

Die Mennoniten haben dagegen in Hinblick auf das Segnen von Kindern keine einheitliche Praxis. Obschon eine solche Segnung in vielen Gemeinden verbreitet ist, ist sie optional.

### Ostkirchen
Die Ostkirchen praktizieren zwar durchgängig die Kindertaufe, da diese aber mit vollem Untertauchen geschieht, wird damit gewöhnlich etwa sechs Wochen nach der Geburt gewartet, bis der Säugling unempfindlich genug dafür ist. Daher ist hier auch eine Kindersegnung kurz nach der Geburt üblich, bei der der Säugling vom Priester in den Altarraum der Kirche getragen wird.

### Katholische Kirche
Die römisch-katholische Liturgie kennt einen eigenen Segensgottesdienst für noch nicht getaufte Kinder. Sie wird geleitet von einem Priester, Diakon oder Laien, etwa einem Katecheten.
Die Feier verläuft folgendermaßen:
- Nach der Versammlung und Begrüßung der Mitfeiernden erfolgt eine kurze Einführung in den Sinn der Feier, wobei besonders die Bedeutung des Kreuzes und des Kreuzzeichens erklärt werden.
- Eine einschlägige Bibellesung wird vorgetragen, z. B. Mk 10,13–16 EU (Jesu Segnung der Kinder). Eine Deutung der Schriftworte kann sich anschließen. Danach singt man den Antwortpsalm oder ein passendes Lied und spricht Fürbitten.
- Dann erfolgt die Segnung des Kindes durch Gebet und Zeichen. Im Anschluss an das Segensgebet zeichnen Gottesdienstleiter und Eltern schweigend das Kreuz auf die Stirn des Kindes.
- Mit dem Schlusssegen endet die Feier.

Das Benediktionale sieht eine Kindersegnung – auch für getaufte Kinder – auf Bitte der Eltern vor. Weiterhin kann eine Kindersegnung am oder um den Gedenktag der Unschuldigen Kinder, der am 28. Dezember begangen wird, am Tag des hl. Martin (11. November) oder zum Schulanfang stattfinden.

### Evangelische Landeskirchen
In der (lutherisch und reformiert geprägten) Evangelischen Kirche in Deutschland wird die Gefahr gesehen, dass die Kindersegnung als eigene liturgische Handlung zur Abwertung des Sakraments der Taufe führen könnte. Daher soll in den Landeskirchen der EKD eine Kindersegnung nicht als eigenständige gottesdienstliche Handlung stattfinden.